# PB4Y-2 (航空機)
PB4Y-2 / P4Y-2 / P-4
 プライヴァティア
飛行するPB4Y-2 59602号機(1945年撮影)
- 用途：爆撃機、対潜哨戒機
- 分類：哨戒爆撃機
- 設計者：アイザック・マクリン・ラドン
- 製造者：コンソリデーテッド・エアクラフト社
- 運用者

  -  アメリカ合衆国（海軍、沿岸警備隊）
  -  カナダ
  -  中華民国
  -  フランス
- 初飛行：1943年9月
- 生産数：739機
- 生産開始：1944年5月
- 運用開始：1944年後期
- 退役

  - 1954年（アメリカ海軍）
  - 1959年（アメリカ沿岸警備隊）
- 運用状況：退役

PB4Y-2 プライヴァティア（Consolidated PB4Y-2 Privateer ）は、アメリカのコンソリデーテッド社が開発し、アメリカ海軍が第二次世界大戦時に運用した哨戒爆撃機である。
愛称の「プライヴァティア(Privateer [prὰɪvətíɚ])」は、私掠船の意。1951年の名称変更でP4Y-2 プライヴァティアとなり、1962年9月以降はP-4 プライヴァティアに改称された。

## 開発
第二次世界大戦に参戦したアメリカ合衆国は、長距離哨戒機の増強に迫られていた。米海軍はボーイング社のXPBBシーレンジャー飛行艇を長距離哨戒戦力として用いる予定であったが、同社のB-29爆撃機の増産が優先されてXPBBは量産されなかった。米陸軍は米海軍との協議によって、海軍専用工場であったXPBB生産用のレントン工場をB-29の生産に充てる代わりに、海軍向けの長距離哨戒機としてB-24リベレーター爆撃機を割り当てることとなり、海軍向けに改修を施して1942年よりPB4Y-1シーリベレーターの名称で部隊配備を開始した。PB4Y-1は優秀であったが、海軍はより洋上長距離哨戒に適した機体を求めた。コンソリデーテッド社では社内モデル100の名で、PB4Y-1の改良型としてPB4Y-2を開発することとなった。
PB4Y-2は1943年5月より開発が開始され、試作機XPB4Y-2は9月に初飛行した。

## 設計
尾部は大きく改設計され、生産型はB-24の特徴であった双垂直尾翼ではなく、背の高い単垂直尾翼となっている。PB4Y-1での運用経験から、高々度飛行関連の装備は省かれ、機体背部に12.7mmの連装機銃を持つマーチン製A3D銃塔を2基、機体後方側面銃座は同じく12.7mm備えるERCO250THE連装銃塔が2基装備された。250THE銃塔は涙滴型で射界が前方56°、後方79°、上方60°、下方95°もあり、充分下方をカバー出来るので、機体下部のスペリー13A球形銃塔は不要となって廃止された。
機首と尾部にはPB4Y-1同じく、12.7mm連装ERCO250SH銃塔、12.7mm連装コンソリデーデットA6B銃塔があり、合計12.7mm機銃12丁もの重武装となった。
電子装備はAN/APA-17HF方位測定器、AN/APR-5レーダー受信機などを機首下部のフェアリングに装備する。
単尾翼化とも併せて射界の向上がなされるなどの設計変更があったが、低高度専用となって不要とされたターボ過給器の撤去で重量は軽減したものの、動力機銃塔や装甲板によって自重は2,200Kg以上も増加し、PB4Y-1に比べて最大速度は93km/hも低下してしまった。また、長距離飛行時の操縦士の負担を軽減すべく、搭乗員に航空機関士が追加された。

## 運用
1944年5月から実戦部隊に配備され、主に南西太平洋方面で活動した。日本本土への偵察にも投入され、1945年8月4日には東京上空にも飛来。PB4Y12 プライヴェティーアの名で、B-24の改良型であることや、シルエットがB-32に似ていることが報じられた。
第二次世界大戦終結後はXP4Y-1コレギドー飛行艇の名称を継いだP4Y-2に改称し、引き続き対潜哨戒任務で使用された。

## 各型

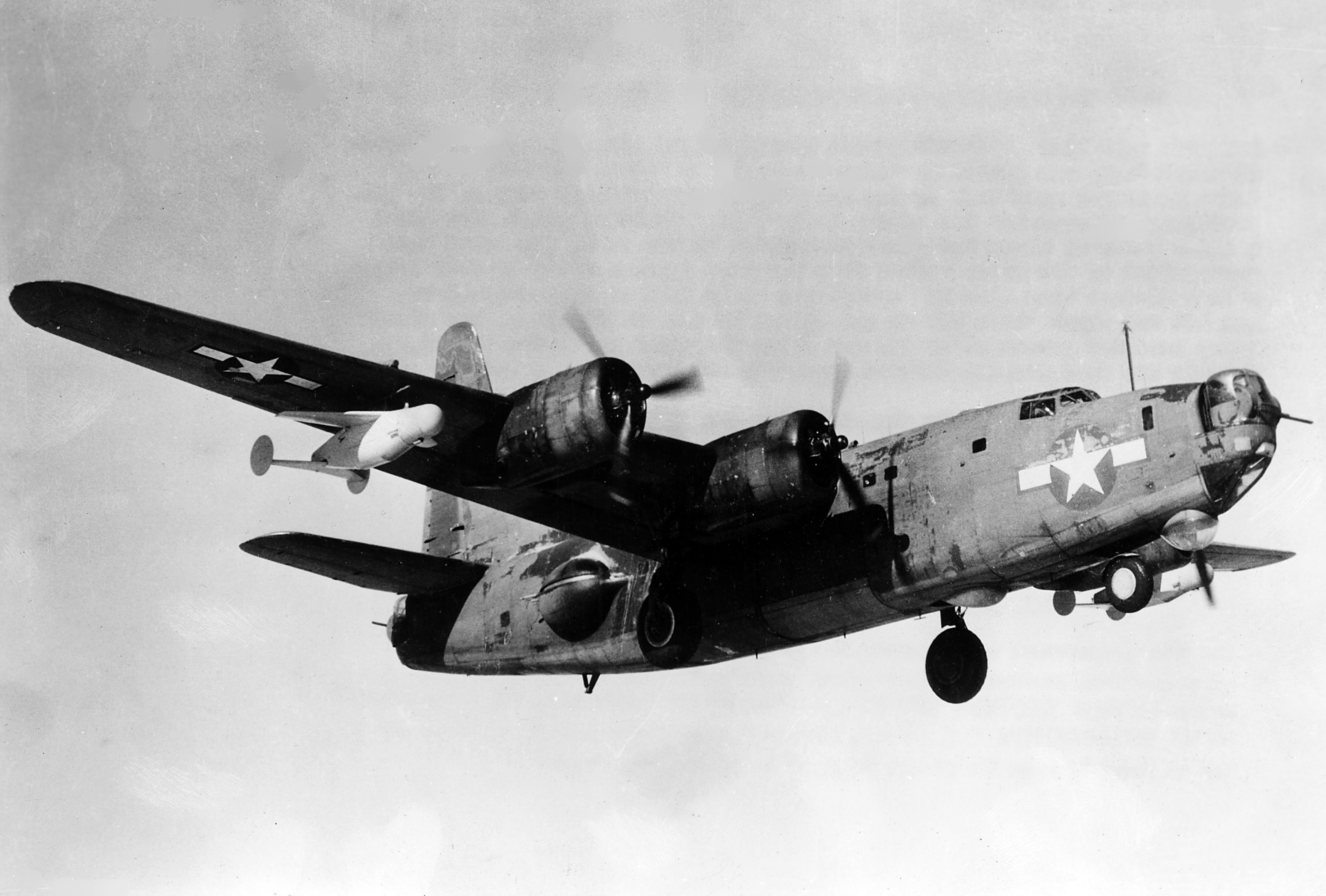
ASM-N-2 BATを主翼下に搭載したPB4Y-2B

出典:
XPB4Y-2
試作機。当初はPB4Y-1と同じシーリベレーターの愛称が予定されていた。PB4Y-1より3機改造。垂直尾翼は双尾翼のままである。
PB4Y-2
単尾翼の生産型。愛称はプライヴァティア。1951年P4Y-2に改称。736機製造。
PB4Y-2B
ASM-N-2 BAT誘導爆弾搭載機。1951年P4Y-2Bに改称。
PB4Y-2G
沿岸警備隊向けの、海上救助及び天気予報用の型。P4Y-2Sより改造。1951年P4Y-2Gに改称。
PB4Y-2K
無人標的機型。1952年P4Y-2K、さらに1962年QP-4Bに改称。
PB4Y-2M
気象偵察機型。1951年P4Y-2Mに改称。
PB4Y-2P
写真偵察機型。1951年P4Y-2Pに改称。
PB4Y-2S
対潜レーダーを搭載した型。1951年P4Y-2Pに改称。

## 諸元

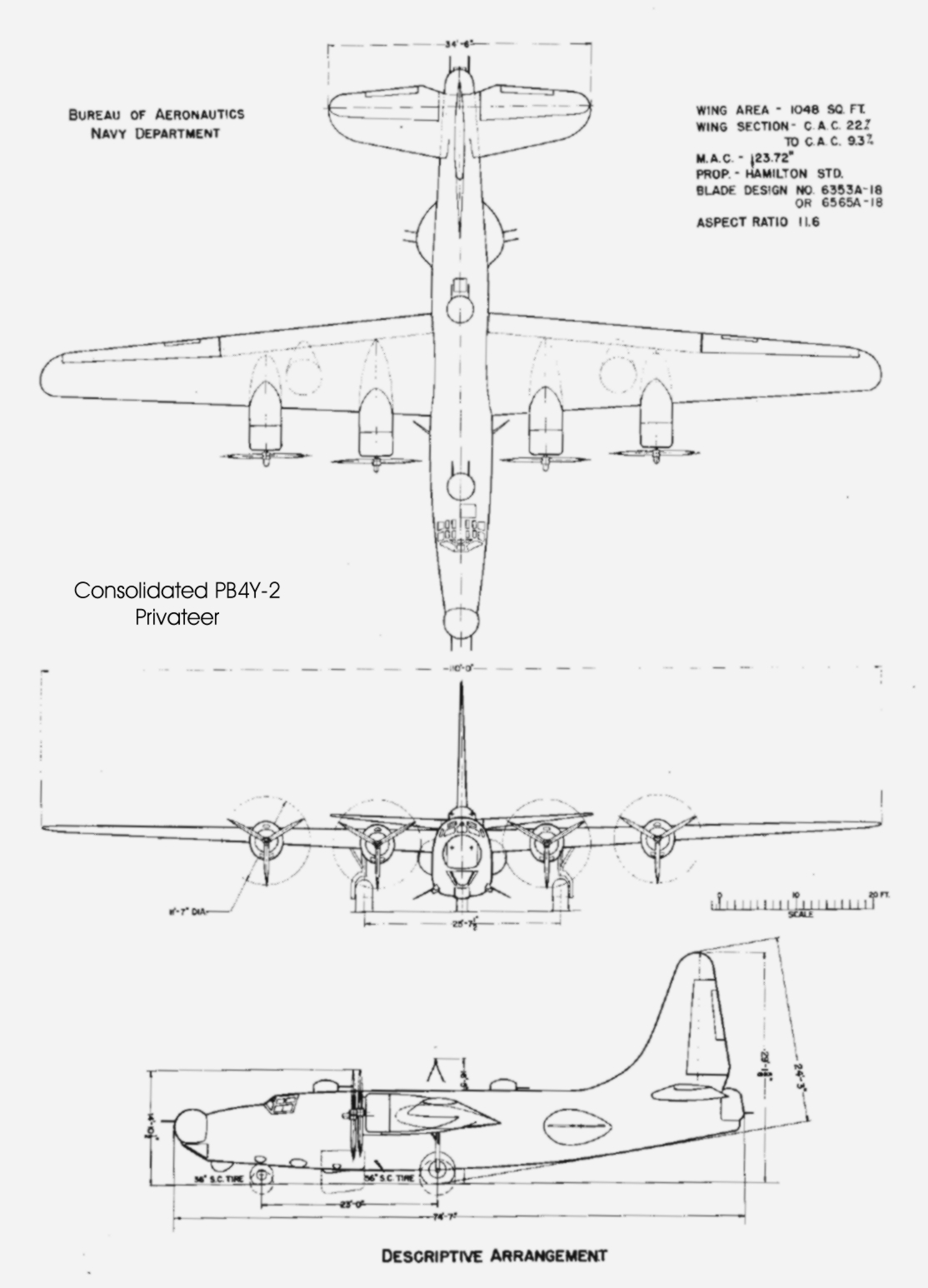
PB4Y-2 三面図

ジェーンズ・ファイティング・エアクラフトより出典
- 全長: 22.73 m
- 全幅: 33.53 m
- 全高: 9.17 m
- 主翼面積: 97.36 m2
- 自重 12,467 kg
- 全装備重量: 28,123 kg
- 最大離陸重量 29,500 kg
- 乗員: 11 名
- 発動機: P&W R-1830-94 空冷星型 14気筒 1,350馬力 ×4
- 最高速度: 482 km/h
- 巡航速度: 224km/h
- 航続距離: 4,540 km
- 実用上昇限度: 6,400 m
- 武装
  - M2重機関銃 × 12挺（連装6基）
  - 爆弾/爆雷/魚雷 5,800kg

## 現存する機体
| 型名                 | 番号  | 機体写真 | 国名                      | 所有者                   | 公開状況 | 状態     | 備考                                                                       |
| -------------------- | ----- | -------- | ------------------------- | ------------------------ | -------- | -------- | -------------------------------------------------------------------------- |
| PB4Y-2 P4Y-2         | 59701 |          | アメリカ ワイオミング州   | 航空と空中消防博物館     | 公開     | 静態展示 |                                                                            |
| PB4Y-2 P4Y-2         | 59819 |          | アメリカ アリゾナ州       | ピマ航空宇宙博物館       | 公開     | 静態展示 |                                                                            |
| PB4Y-2 P4Y-2G        | 59876 | 写真     | アメリカ ミシガン州       | ヤンキー航空博物館       | 公開     | 静態展示 |                                                                            |
| PB4Y-2 P4Y-2 P4Y-2G  | 59882 |          | アメリカ ワイオミング州   | 航空と空中消防博物館     | 公開     | 静態展示 |                                                                            |
| PB4Y-2 PB4Y-2M P4Y-2 | 59932 | 写真     | アメリカ ルイジアナ州     | 国立第二次世界大戦博物館 | 公開     | 静態展示 | 機首のみ現存。B-24Dとして展示されている。                                  |
| PB4Y-2 P4Y-2         | 66261 |          | アメリカ フロリダ州       | 国立海軍航空博物館       | 公開     | 静態展示 |                                                                            |
| PB4Y-2 P4Y-2G        | 66300 |          | アメリカ カリフォルニア州 | ヤンクス航空博物館       | 公開     | 静態展示 |                                                                            |
| PB4Y-2 P4Y-2G        | 66302 |          | アメリカ アリゾナ州       | 4Y-2合同会社(4Y-2 LLC)   | 公開     | 飛行可能 | ゴスホーク・アンリミテッド社による修復が2015年に終わり、飛行可能となった。 |